# La Chasse aux trésors (roman)
Pour l'émission de télévision, voir La Chasse aux trésors.
La Chasse aux trésors - II est un recueil de critiques d'Henri Thomas publié le 16 octobre 1992 aux éditions Gallimard et ayant reçu le prix Novembre la même année, ex aequo avec Regardez la neige qui tombe de Roger Grenier.

## Éditions
- La Chasse aux trésors, éditions Gallimard, 1992  (ISBN 2070727637)